# マルワトゥ川

マルワトゥ川（マルワトゥがわ、シンハラ語: මල්වතු ඔය, タミル語: அருவி ஆறு）は、スリランカ北西部を流れる川。全長164kmで、その長さは国内2位である。北中部州にある水源から北西向きに流れ、最終的にはマンナール湾に注ぐ。数多くの生物が生息しており、また水稲栽培のための農業用水としても重要な川である。

## 概要
- 流域面積：3,284 km2
- 平均標高：85.5 m
- 年間降水量：1,223 mm